# Huntingdon, Tennessee
Huntingdon är administrativ huvudort i Carroll County i Tennessee. Orten har fått sitt namn efter markägaren Mimican Hunt. Vid 2010 års folkräkning hade Huntingdon 3 985 invånare.